# The Sadness
Pour plus de détails, voir Fiche technique et Distribution.
The Sadness (chinois : 哭悲 ; pinyin : Kū bē ; litt. « La Tristesse ») est un film d'horreur taïwanais écrit et réalisé par Rob Jabbaz, sorti en  2021.
Il s'agit du premier long métrage du réalisateur.

## Synopsis
Une pandémie domine Taïwan, transformant les citoyens en mutants avides de sexe et de chair humaine : le jeune couple Jim et Kat tente de lutter contre ces êtres infectés.
Dans la Taïwan moderne, des experts médicaux et des fonctionnaires du gouvernement se disputent quant aux actes à prendre face à l'apparition d'un nouveau virus, ''Alvin'', qui ressemble à la grippe. Le gouvernement refuse de prendre des mesures face au virus et nie même l'existence de celui-ci. Impuissant, les virologues appréhendent  les conséquences que ''Alvin'' peut avoir sur la population s'il vient à muter.
Un jeune couple de Taipei, Jim et Kat, aperçoit une scène de crime en conduisant vers la station de train. Jim dépose Kat à la station et s'en va se chercher un café. Au café, une vieille femme ensanglantée avec des yeux noirs attaque d'autres clients, crachant sur un et brûlant un autre avec de l'huile de cuisson. L'homme qui s'est fait cracher dessus commence à attaquer les clients à son tour. La vieille femme poursuit Jim dans la rue où elle se fait renverser par une voiture conduite par un homme avec les mêmes yeux noirs et la même expression folle. Poursuivi par une trainée d'infectés aux yeux noirs, Jim rejoint son appartement. Il texte à Kat de ne pas bouger et lui promet qu'il va aller la sauver. Un voisin l'attaque à ce moment, coupant deux de ses doigts avec des cisailles de jardinage. Jim se défend tant bien que de mal et réussit à s'enfuir, couvrant sa blessure avec un chiffon.
Au même moment, le train de Kat est attaqué par deux hommes infectés qui poignardent les passagers et qui les infectent, dont un homme d'affaires qui a avoué être fasciné par Kat. L'homme d'affaires utilise son parapluie pour crever l'œil d'une passagère, Molly. Alors que les infectés continuent d'éliminer les passagers jusqu'au dernier, Kat s'échappe avec Molly. L'homme d'affaires les poursuit avec une hache. Kat et Molly atteignent un hôpital qui est sous le contrôle de victimes d'attaque d'infectés. Le président diffuse un message d'alerte, promettant de prendre le contrôle de la situation, mais un général infecté assassine le président avec une grenade. La diffusion sème la panique parmi les patients de l'hôpital, ce qui distrait les officiers qui protègent l'hôpital et permet à l'homme d'affaires et une troupe d'infectés d'infiltrer. Kat s'échappe dans les escaliers pendant que l'homme d'affaire attrape Molly et viole la plaie qu'il lui a donné précédemment à l'œil gauche, infectant Molly.
Jim s'enfuit vers la périphérie de la ville, passant des scènes de sadisme en route. Il réussit à contacter Kat, qui lui indique sa localisation. Durant leur appel, il se met à pleurer et hallucine la tête d'un mannequin abandonné léchant son sang et sa sueur, un signe qu'il est infecté.
À l'hôpital, l'homme d'affaires continue sa poursuite de Kat, mais elle arrête cette poursuite en écrasant la tête de l'homme d'affaires avec extincteur. Elle fait ainsi la rencontre du Dr Wong qui se cache dans la maternité. Wong explique que le virus Alvin, dans sa forme mutée, connecte les parties du cerveau qui gèrent le sexe et l'agression. Wong théorise aussi que les infectés pleurent parce qu'ils sont conscients de tous les actes qu'ils font, mais ils restent incapable de s'arrêter. Wong compare cela à résister l'envie de cligner les yeux.
Quand Kat trouve un bébé infecté dans une boîte à déchets médicaux, Wong l'injecte avec le virus pour tester si elle est immunisée. Il admet avoir conduit des tests similaires sur les bébés abandonnés dans la maternité, mais ils ont tous été infectés et Wong a dû les euthanasier. Si Kat devient infecté, il va la tuer aussi; sinon, elle va devenir la clé pour arrêter le virus. Kat réussit à envoyer sa nouvelle localisation à Jim, qui vient juste d'arriver à l'hôpital. Réalisant que Kat est bel et bien immunisée, Wong appelle un hélicoptère militaire pour l'amener à un endroit sûr. Il l'avertit que sans lui, elle ne va pas être sauvée par les soldats. Alors qu'ils se rendent au toit, deux infectés les attaquent. Wong les tue, mais se fait infecter. Jim arrive à ce moment, se bat contre Wong pour protéger Kat et le tue. Dans son dernier souffle, Wong admet avoir aimé tuer les bébés.
Kat se rend compte que Jim est infecté aussi et l'enferme à l'extérieur des escaliers allant vers le toit. Jim lui dit qu'être infecté est une merveilleuse sensation et qu'il ne peut pas imaginer un geste plus romantique que la mutiler et la tuer. Kat commence à rire hystériquement, soit dû au virus soit dû au fait qu'elle est enfin brisée psychologiquement. Kat monte rapidement les escaliers et ouvre la porte menant vers le toit. Rapidement après qu'elle ouvre la porte, nous entendons le son d'une arme automatique. Appuyé sur la porte, Jim meurt avec un sourire sur les lèvres.

## Fiche technique
Sauf indication contraire, les informations mentionnées dans cette section peuvent être confirmées par la base de données cinématographiques IMDb,  présente dans la section « Liens externes ».
- Titre original : 哭悲
- Titre international et français : The Sadness
- Réalisation et scénario : Rob Jabbaz
- Musique : TZECHAR
- Direction artistique : Islam Abdelbadia
- Décors : Chin-Fu Liu
- Costumes : n/a
- Photographie : Jie-Li Bai
- Montage : n/a
- Production : David Barker
- Production déléguée : Li-Cheng Huang
- Société de production : Machi Xcelsior Studios
- Société de distribution : n/a
- Pays de production :  Taïwan
- Langue originale : mandarin
- Format : couleur
- Genre : horreur
- Durée : 99 minutes
- Dates de sortie :
  - Taïwan : 22 janvier 2021
  - Québec : 26 avril 2022[2]
  - France : 6 juillet 2022
- Classification :
  - France : interdit aux moins de 16 ans avec avertissement[3] lors de sa sortie en salles
  - Québec : 16 ans et plus[2]

## Distribution
- Berant Zhu : Jim
- Regina Lei : Kat
- Ying-Ru Chen : Molly
- Tzu-Chiang Wang : l'homme d'affaires
- Emerson Tsai : Warren Liu
- Wei-Hua Lan : Dr Alan Wong
- Ralf Chiu as M. Lin
- Chi-Min Chou : la vieille dame
- Lue-Keng Huang : Kevin

## Production
Le film est produit par David Barker de la société Machi Xcelsior Studios, et les effets spéciaux sont gérés par IF SFX Art Maker,.
Le tournage a lieu à Taipei, en Taïwan.

## Accueil

### Critique
En France, le site Allociné recense une moyenne des critiques presse de 3.2⁄5.

### Box-office
Le jour de sa sortie en France, le film réussit à engranger 5005 entrées, dont 676 en avant-première, pour 84 copies, se plaçant en quatrième position du box-office derrière le documentaire Ennio (6827) et devant le film de science fiction américain After Yang (3807).

## Distinctions

### Récompenses
- FanTasia 2021 : meilleur film pour Rob Jabbaz[9]
- Grimmfest 2021 : prix du public[9]

### Nominations
- FanTasia 2021 : meilleur film asiatique[9]
- Festival international du film fantastique de Gérardmer 2022 : meilleur film pour Rob Jabbaz[9]

### Sélections
- Festival international du film de Locarno 2021 : section « Fuori concorso »[10]
- Hallucinations collectives 2022 : compétition officielle[11]